# تشارلي سميث (موسيقي)
تشارلي سميث (بالإنجليزية: Charlie Smith)‏ هو موسيقي أمريكي، ولد في 15 أبريل 1927 في نيويورك في الولايات المتحدة، وتوفي في 15 يناير 1966 في نيو هيفن في الولايات المتحدة.

## وصلات خارجية
- تشارلي سميث على موقع ميوزك برينز (الإنجليزية)
- تشارلي سميث على موقع ديسكوغز (الإنجليزية)